# Isla Cát Bà
La isla Cat Ba (en vietnamita: Quần đảo Cát Bà) es la mayor de las 366 islas que forman el archipiélago de Cat Ba, que constituye el borde sureste de la Bahía de Ha long en el norte de Vietnam. La isla Cat Ba tiene una superficie de 285 km² y mantiene las características de la bahía de Ha-Long. Es comúnmente usada como una parada nocturna en paseos realizados por agentes de viajes de Hanói. 
Cat Ba es la mayor isla de la bahía y aproximadamente la mitad de su superficie está cubierta por un Parque nacional, que es el hábitat de un primate amenazado, conocido como Trachypithecus poliocephalus. La isla tiene una gran variedad de ecosistemas naturales, tanto marinos como terrestres, dando lugar a tasas increíblemente altas de biodiversidad.
Es una de las islas pobladas en Bahía de Ha Long, con unos 13.000 habitantes que viven en seis municipios diferentes, y más de 4.000 habitantes que viven en aldeas de pescadores en la costa. 
Isla de Cat Ba significa "Isla Mujeres" (Cat significa: arena y Ba: mujeres).
En 1986, 98 km² (aproximadamente un tercio de la superficie total de la isla) fue declarada Parque nacional, la primera área decretada como protegida en Vietnam que incluyó partes marinas.